# Pico de Ventolao
Pico de Ventolao är en bergstopp i Spanien.   Den ligger i provinsen Província de Lleida och regionen Katalonien, i den nordöstra delen av landet, 500 km nordost om huvudstaden Madrid. Toppen på Pico de Ventolao är 2 813 meter över havet, eller 219 meter över den omgivande terrängen. Bredden vid basen är 1,8 km.
Terrängen runt Pico de Ventolao är huvudsakligen bergig, men den allra närmaste omgivningen är kuperad.  Trakten runt Pico de Ventolao är nära nog obefolkad, med mindre än två invånare per kvadratkilometer. Närmaste större samhälle är Espot, 15,1 km sydväst om Pico de Ventolao. Trakten runt Pico de Ventolao består i huvudsak av gräsmarker.